# Kufr

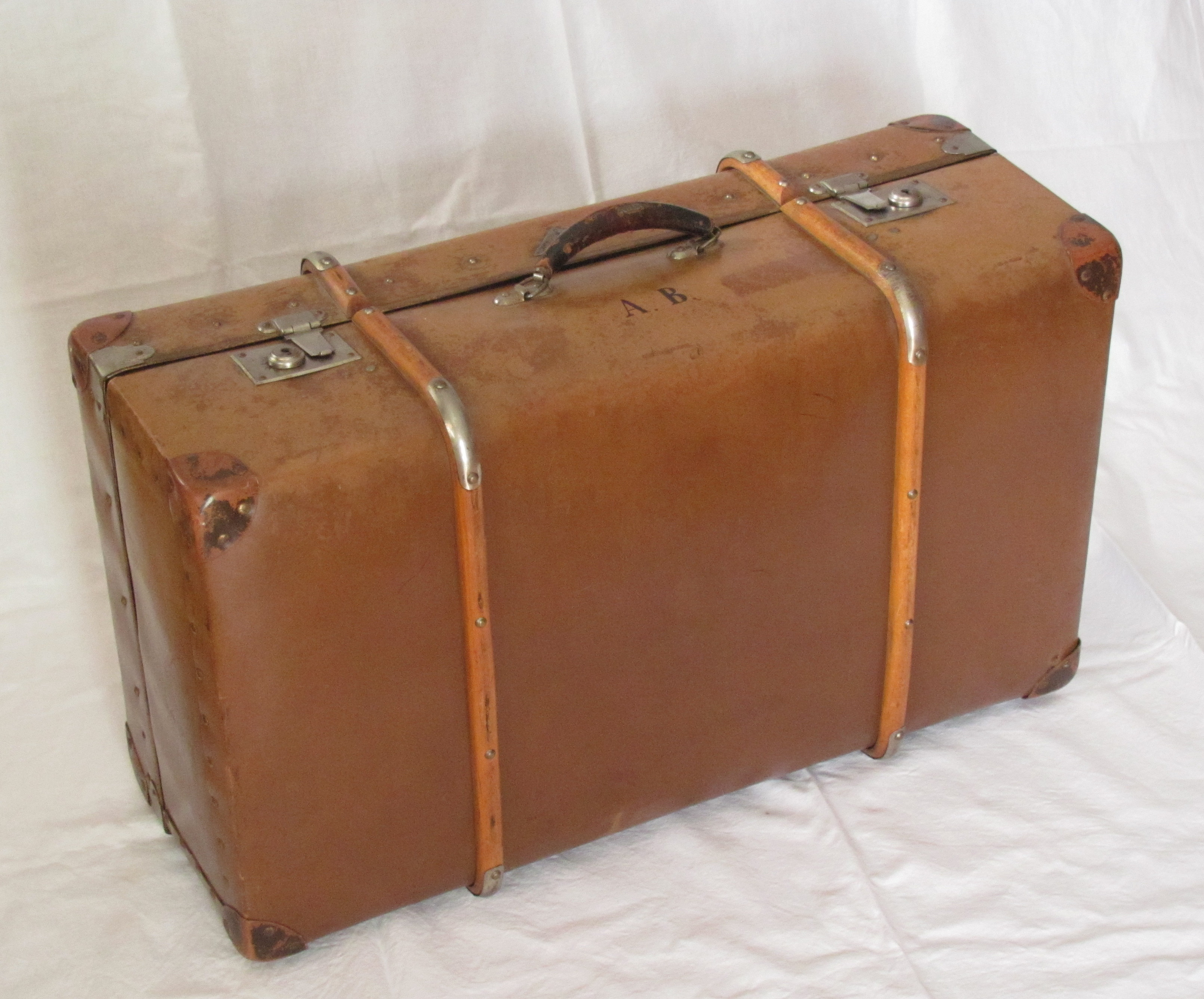
Kufr z vulkanizovaného vlákna (vulkánfíbr byl patentován v roce 1856)

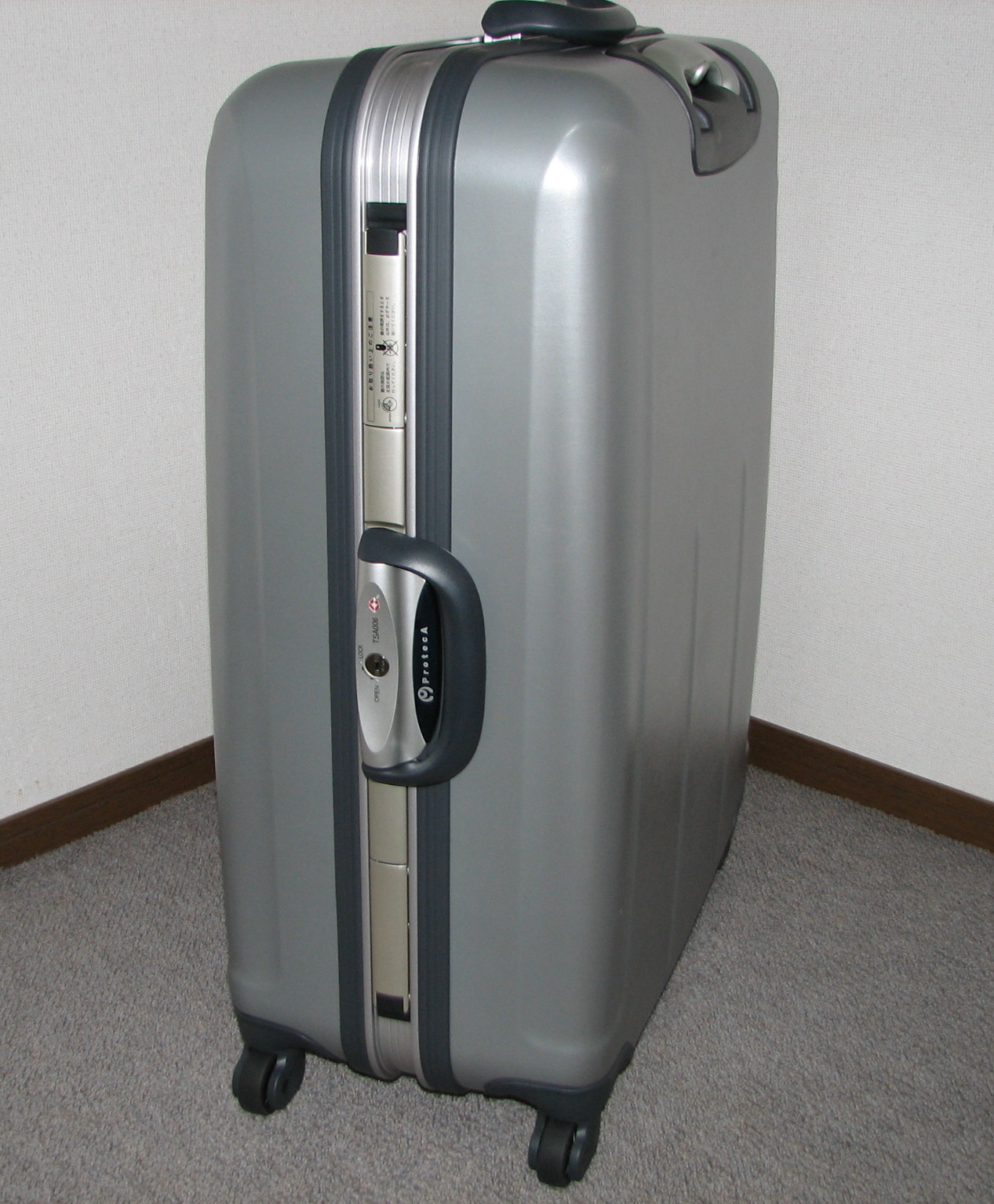
Kufr

Kufr je přenosné zavazadlo užívané zpravidla pro přepravu osobních věcí a předmětů denní potřeby. Vyznačuje se pevnou skořepinou, která mu dává stálý tvar a chrání přepravované předměty. K jeho výrobě se používala kůže a vulkánfíbr; k novějším materiálům se přidaly kovy a lamináty s vláknovou výztuží či jiné plasty. Kromě zipu nebo západky může být kufr opatřen i zámkem, a to buď na klíč nebo číselným. Některé kufry mají teleskopickou rukojeť a kolečka usnadňující manipulaci.
Klasickým kufrům jsou podobná specializovaná pouzdra (zvláštní kufry) určené pro bezpečnou přepravu dražších a choulostivějších předmětů (např. hudebních nástrojů, nářadí, střelných zbraní, optických zařízení, měřících přístrojů, audiovizuální techniky apod.).

## Kufr dle materiálu
Výrobci používají k produkci cestovních kufrů nejčastěji dva typy materiálu: Plast (PVC), textil (polyester, nylon, polyamid). 

### Skořepinový kufr
Při produkci skořepinových kufrů výrobci zpravidla využívají plast PVC. Někdy se plast využívá v kombinaci s hliníkem. Takto zpracovaný kufr se vyznačuje vysokou kvalitou. Plast jako takový předurčuje kufr k jeho odolnosti vůči nárazům a jiným druhům vytváření tlaku na skořepinu kufru. S kvalitního plastu bývá vyrobena i teleskopické rukojeť, která slouží k tažení kufru. Některé kufry mají kompatibilní teleskopickou rukojeť s příručním zavazadlem a lze ho na rukojeť jednoduše umístit. Plastové prvky se nacházejí také na dalších částech kufru (zámek, madlo boční, madlo horní). Plastová skořepina neumožňuje oproti textilu větší variabilitu úložných prostor. Skořepinové kufry tak bývají zpravidla více strohé, co se týká designu.

### Textilní kufry
Textil jako velmi pružný a variabilní materiál umožňuje výrobcům dbát více na designové zpracování. Vyznačují se členitostí vnějšího i vnitřního úložného prostoru. Pružnost textilních materiálů umožňuje designérům věnovat velkou pozornost rozložení kapes, přihrádkám a úložným síťovým kapsám. Velmi používaný materiál pro výrobu textilních kufrů je Polyester. Jedná se o syntetický materiál, který je využívaný samostatně i kombinaci s vlákny jako je vlna, bavlna a další. Polyester je materiál lehký, odolný a jeho údržba je pro majitele textilního kufru velmi snadná. Textilní materiál se také vyznačuje tím, že minimálně pohlcuje vlhkost a velmi zřídka pohlcuje pachy.